# Duupje
Duupje is een Vlaamse kinderboekenserie van René Swartenbroekx en dochter An Swartenbroekx. René creëerde het personage Duupje in 1982 en An blies het personage in 2021 nieuw leven in. De illustraties van het oude Duupje werden verzorgd door Guido Van Looy. De nieuwe Duupjes worden geïllustreerd door Dieter Steenhaut.

## '80 - '90
Eind jaren 80, begin jaren 90 schreef Swartenbroekx een hele reeks korte humoristische verhaaltjes getiteld Duupje, bedoeld voor jeugdige lezers. Deze cursiefjes gingen over een tienjarig jongetje. Zijn naam is Edelhart Dubois, maar hij wordt door iedereen Duupje genoemd. Duupje heeft twee ouders en een iets oudere zus die zich al in haar puberteit bevindt. Duupje dankt zijn bijnaam aan het feit dat hij aldoor tegenslagen meemaakt en dus constateert dat hij weer de dupe ("het duupje") is geworden. Nochtans bedoelt hij het altijd goed, maar door zijn jeugdige naïviteit trekt hij steevast aan het kortste eind. De verhalen spelen zich af in een alledaagse omgeving: thuis en op school. De reeks was erg populair bij kinderen en werd destijds gepubliceerd in het kinderblad Zonneland, met illustraties van Guido Van Looy. Tussen 1988 en 1993 werden er in totaal vier goed verkopende boeken uitgebracht waarin deze cursiefjes werden gebundeld.

## 2021
In 2021 werd de reeks heruitgevonden door An Swartenbroekx. An vertaalde de wereld van Duupje naar eigentijdse situaties, zonder afbreuk te doen aan de sympathieke humor en herkenbaarheid van deze guitige kwajongen. Standaard Uitgeverij brengt deze nieuwe verhaaltjes als dagboekvorm uit met illustraties van Dieter Steenhaut een nieuw talent uit de gerenommeerde Standaard Uitgeverij-stal. Hij geeft Duupje een nieuwe, eigentijdse vorm waarin iedere acht- tot twaalfjarige zich herkent.
In Ans versie heet Duupje Pieter-Jan Dubois, maar iedereen noemt hem Duupje. Hij is tien jaar en zit in het vierde leerjaar. Met zijn goedbedoelde, hilarische en avontuurlijke ideeën wordt hij steeds weer de dupe van zijn eigen streken. Soms is hij een rebel, maar meestal heeft hij gewoon een heel klein hartje. 
De verhalen van Duupje spelen in op belangrijke thema’s zoals racisme, pesten, of leerproblemen door dyslexie of dyscalculie. 

## Televisiebewerking
In 1991 werd er voor de Belgische Radio en Televisie een jeugdserie rond Duupje gemaakt onder leiding van regisseur Urbain Appeltans en met camerawerk van Lieven Debrauwer. Dit was een live-action serie waarbij Dieter Nelissen de rol van Duupje speelde en Miet Jeurissen zijn oudere zus. Ze wonen in een A-Frame huis buiten de stad. De afleveringen spelen zich af in een niet nader bepaalde stad in Limburg.  Elke aflevering duurde slechts een aantal minuten. Alles wat er in de filmpjes gebeurde werd door een voice-over verteld: zodoende was enkel Nelissens stem altijd te horen. In totaal werden er 47 afleveringen gemaakt die van 1991 tot 1993 regelmatig door de BRT werden uitgezonden.